# 마리아 쿨레
마리아 쿨레(Maria Kulle, 1960년 4월 26일 ~ )는 스웨덴의 배우이다. 제40회 굴드바게상 여우주연상 수상자이다.

## 출연 작품
- 라즈베리 보트 리퓨지 (2014)
- 영원한 순간 (2008)
- 더 추즌 (2005)
- 킴 노박 네버 스웸 인 제너세렛 레이크 (2005)
- 포 섀드 오브 브라운 (2004)
- 데드라인 (2001)